# Zagrebački lokalni izbori 2025.
Lokalni izbori u Zagrebu 2025. godine održani su treću nedjelje u svibnju, odnosno 18. svibnja 2025. godine, u sklopu hrvatskih lokalnih izbora 2025. godine. Birali su se gradonačelnik te članovi Gradske skupštine Grada Zagreba i mjesne samouprave (vijeća gradskih četvrti i mjesnih odbora). 
Vlada Republike Hrvatske 14. travnja 2025. godine, na telefonskoj sjednici donijela je odluku o raspisivanju izbora za 18. svibnja 2025. godine. Političke stranke i grupe birača imale su rok od 14 dana, od 16. travnja 2025. do 29. travnja 2025. u ponoć, za prikupljanje potpisa birača kako bi njihova kandidatura bila valjanja. Za kandidaturu za gradonačelnika bilo je potrebno je prikupiti najmanje 5000 pravovaljanih potpisa birača s područja grada Zagreba, dok je za kandidaturu liste za Gradsku skupštinu političke stranke ne moraju prikupljati potpise za svoje kandidacijske liste, ali to moraju učiniti grupe birača iliti nezavisne liste koje su se željele natjecati za izbor članova predstavničkih tijela te je potrebno prikupiti najmanje 2500 potpisa.
Kako nijedan gradonačelnički kandidat nije dobio apsolutnu većinu, u drugome krugu birači su odlučivali između aktualnog gradonačelnika Tomislava Tomaševića i Marije Selak Raspudić. Drugi krug izbora za gradonačelnika održao se 1. lipnja 2025. godine, a s 57,56 % novi mandat na četiri godine dobio je Tomislav Tomašević.

## Gradonačelništvo

### Rezultati

#### Prvi krug izbora
Prvi krug izbora održan je 18. svibnja 2025. godine. Na dan zaključavanja popisa birača, pravo glasa na izborima za gradonačelnika grada Zagreba imalo je 667 752 glasača. Pravo glasa iskoristilo je 284 792 glasača što čini ukupnu izlaznost od 42,65 %.
Nijedan gradonačelnički kandidat nije dobio apsolutnu većinu pa će u drugome krugu birači odlučivali između aktualnog gradonačelnika Tomislava Tomaševića koji je ostvario 135 545 glasova što čini 47,59 % glasova te Marije Selak Raspudić koja je ostvarila 44 645 glasova što čini 15,67 % glasova.
Drugi krug izbora za gradonačelnika održat će se 1. lipnja 2025. godine.
| Kandidat                           | Kandidat              | Stranka                      | Prvi krug | Prvi krug |
| Kandidat                           | Kandidat              | Stranka                      | Glasova   | %         |
| ---------------------------------- | --------------------- | ---------------------------- | --------- | --------- |
|                                    | Tomislav Tomašević    | Možemo! i partneri           | 135 545   | 47,59 %   |
|                                    | Marija Selak Raspudić | nezavisna lista              | 44 645    | 15,67 %   |
|                                    | Mislav Herman         | HDZ i partneri               | 36 944    | 12,97 %   |
|                                    | Davor Bernardić       | Zagreb United                | 19 311    | 6,78 %    |
|                                    | Tomislav Jonjić       | Jedino Hrvatska! i partneri  | 18 344    | 6,44 %    |
|                                    | Ivica Lovrić          | Plavi grad i partneri        | 14 071    | 4,94 %    |
|                                    | Pavle Kalinić         | nezavisna lista s partnerima | 10 944    | 3,84 %    |
| važećih listića                    | važećih listića       | važećih listića              | 279 804   | 98,31 %   |
| nevažećih listića                  | nevažećih listića     | nevažećih listića            | 4817      | 1,69 %    |
| Ukupno glasača                     | Ukupno glasača        | Ukupno glasača               | 284 792   | 42,65 %   |
| Registriranih birača               | Registriranih birača  | Registriranih birača         | 667 752   | 100,00 %  |
| Izborno povjerenstvo Grada Zagreba |                       |                              |           |           |

#### Drugi krug izbora
Drugi krug izbora za gradonačelnika grada Zagreba održao se dva tjedna nakon prvog kruga, 1. lipnja 2025. godine. Od ukupno 667 841 birača upisanih u popis birača, glasovanju je pristupilo 231 551 birača, odnosno 34,67%, od čega je prema glasačkim listićima glasovalo 231 447 birača, odnosno 34,66 %. 
Za gradonačelnika grada Zagreba s 57,56 % izabran je Tomislav Tomašević, za zamjenicu gradonačelnika Danijela Dolenec, a za zamjenika gradonačelnika Luka Korlaet.
| Kandidat                           | Kandidat              | Stranka              | Prvi krug | Prvi krug |
| Kandidat                           | Kandidat              | Stranka              | Glasova   | %         |
| ---------------------------------- | --------------------- | -------------------- | --------- | --------- |
|                                    | Tomislav Tomašević    | Možemo! i partneri   | 130 996   | 57,56 %   |
|                                    | Marija Selak Raspudić | nezavisna lista      | 96 590    | 42,44 %   |
| važećih listića                    | važećih listića       | važećih listića      | 227 586   | 98,33 %   |
| nevažećih listića                  | nevažećih listića     | nevažećih listića    | 3861      | 1,67 %    |
| Ukupno glasača                     | Ukupno glasača        | Ukupno glasača       | 231 551   | 34,67 %   |
| Registriranih birača               | Registriranih birača  | Registriranih birača | 667 841   | 100,00 %  |
| Izborno povjerenstvo Grada Zagreba |                       |                      |           |           |

### Kandidature za gradonačelništvo
Dana 30. travnja 2025. godine, dan nakon isteka roka za podnošenje kandidatura, Gradsko izborno povjerenstvo grada Zagreba objavilo je popis sedam pravovaljano prihvaćenih kandidatura za gradonačelnika grada Zagreba na lokalnim izborima koji će se održati 18. svibnja 2025. godine.
| kandidat                                                   | kandidat              | predlagatelji                                                                          | opis | datum zaprimanja  | prikupljeni potpisi |
| ---------------------------------------------------------- | --------------------- | -------------------------------------------------------------------------------------- | --- | ----------------- | ------------------- |
|                                                            | Davor Bernardić       | Zagreb United: NL Servus Zagreb, NL Dina Dogan, Fokus, HSLS, HNS, Socijaldemokrati     | Predsjednik SDP-a od 2016. do 2020. godine. Zastupnik u Hrvatskom saboru od 2008. do 2024. godine. Zastupnik u Gradskoj skupštini grada Zagreba od 2005. do 2017. godine. Diplomirao je fiziku na Prirodoslovno-matematičkom fakultetu u Zagrebu. Najavu kandidature objavio je 25. kolovoza 2024. godine. | 29. travnja 2025. | 9000                |
| Kandidati za zamjenike: Trpimir Goluža i Dina Dogan.       | Davor Bernardić       | Zagreb United: NL Servus Zagreb, NL Dina Dogan, Fokus, HSLS, HNS, Socijaldemokrati     | | 29. travnja 2025. | 9000                |
|                                                            | Mislav Herman         | HDZ, DP, HSU, HSS                                                                      | Aktualni je zastupnik HDZ-a u Hrvatskom saboru od 2024. godine. Aktualni je zastupnik HDZ-a u Gradskoj skupštini Grada Zagreba od 2017. godine. Diplomirao je na Medicinskom fakultetu u Zagrebu, uz specijalizaciju iz ginekologije i opstetricije 2008. godine. Najavu kandidature objavio je 16. listopada 2024. godine. | 29. travnja 2025. | 10 000              |
| Kandidati za zamjenike: Mario Župan i Marko Periša.        | Mislav Herman         | HDZ, DP, HSU, HSS                                                                      | | 29. travnja 2025. | 10 000              |
|                                                            | Tomislav Jonjić       | NL Tomislava Jonjića – Jedino Hrvatska, DOMiNO, Hrvatski suverenisti, Blok za Hrvatsku | Odvjetnik i povjesničar. Hrvatski diplomat veleposlanstva u Bernu od 1992. do 1995. Zastupnik u Gradskoj skupštini Grada Zagreba od 2017. do 2021. Kandidat na hrvatskim predsjedničkim izborima 2024. Osnivač političke stranke Nezavisna lista Tomislava Jonjića - Jedino Hrvatska. Najavu kandidature objavio je 3. ožujka 2025. godine.                                                                                           | 29. travnja 2025. | 7000                |
| Kandidati za zamjenike: Stjepan Bekavac i Tomislav Jelić.  | Tomislav Jonjić       | NL Tomislava Jonjića – Jedino Hrvatska, DOMiNO, Hrvatski suverenisti, Blok za Hrvatsku | | 29. travnja 2025. | 7000                |
|                                                            | Pavle Kalinić         | NL Pavle Kalinić, SU, platforma Umirovljenici zajedno, ZDS                             | Publicist i književnik. Diplomirao na Fakultetu političkih znanosti 1982. godine, magistar znanosti iz područja međunarodnih odnosa. Od 2008. do 2021. godine obnašao je dužnost pročelnika Ureda za upravljanje hitnim situacijama grada Zagreba tijekom mandata Milana Bandića. Najavu kandidature objavio je 22. veljače 2025. godine.                                                                                             | 29. travnja 2025. | 7777                |
| Kandidati za zamjenike: Nada Jambrek i Tatjana Tarandek.   | Pavle Kalinić         | NL Pavle Kalinić, SU, platforma Umirovljenici zajedno, ZDS                             | | 29. travnja 2025. | 7777                |
|                                                            | Ivica Lovrić          | BUZ, Plavi grad                                                                        | Aktualni gradski zastupnik izabran 2021. godine na listi Bandić Milan 365, aktiviran nakon smjene s pozicije Pročelnika za obrazovanje i sport grada Zagreba 2021. godine. Bivši član stranke Bandić Milan 365 te kasnije osnivač regionalne stranke Plavi grad. Bivši ravnatelj Željezničke tehničke škole i bivši predsjednik Udruge hrvatskih srednjoškolskih ravnatelja. Najavu kandidature objavio je 14. prosinca 2023. godine. | 28. travnja 2025. | 10 000              |
| Kandidati za zamjenike: Marina Lujić i Otto Barić.         | Ivica Lovrić          | BUZ, Plavi grad                                                                        | | 28. travnja 2025. | 10 000              |
|                                                            | Marija Selak Raspudić | NL Marija Selak Raspudić                                                               | Filozofkinja, bioetičarka, aktualna saborska zastupnica. Kandidatkinja na hrvatskim predsjedničkim izborima 2024. Najavu kandidature objavila je 8. travnja 2025. godine. | 29. travnja 2025. | 7000                |
| Kandidati za zamjenike: Damir Firšt i Milka Rimac Bilušić. | Marija Selak Raspudić | NL Marija Selak Raspudić                                                               | | 29. travnja 2025. | 7000                |
|                                                            | Tomislav Tomašević    | Možemo!, SDP                                                                           | Aktualni je gradonačelnik Zagreba od 2021. godine. Zastupnik stranke Možemo! u Hrvatskom saboru u periodu od 2020. do 2021. godine. Diplomirao je politologiju na Fakultetu političkih znanosti u Zagrebu, a 2013. završio je poslijediplomski studij okoliša, društva i razvoja na Sveučilištu Cambridge. Najavu kandidature objavio je 4. lipnja 2024. godine.                                                                      | 22. travnja 2025. | 8200                |
| Kandidati za zamjenike: Danijela Dolenec i Luka Korlaet.   | Tomislav Tomašević    | Možemo!, SDP                                                                           | | 22. travnja 2025. | 8200                |

#### Osobe koje su odustale od kandidature
- Željko Marušić (DP) – 18. siječnja 2025. putem društvenih mreža objavljuje da odustaje od kandidature.[37] Domovinski pokret je kasnije podržao kandidata Mislava Hermana.
- Dina Dogan (nezavisna) – 4. veljače 2025. odustala od kandidature te podržala kandidata Davora Bernardića.[38]
- Branko Kolarić (SDP) – 28. veljače 2025. odustao od kandidature te podržao kandidata Tomislava Tomaševića.[39]
- Alin Kavur (nezavisni) – 18. ožujka 2025. odustao od kandidature te podržao kandidata Pavla Kalinića.[40]
- Mislav Žagar (nezavisni) – 7. travnja 2025. odustao od kandidature te podržao kandidata Pavla Kalinića.[41]
- Vedran Jerković (Fokus) – 18. travnja 2025. odustao od kandidature te podržao kandidata Davora Bernardića.[42]
- Trpimir Goluža (nezavisni) – 24. travnja 2025. odustao od kandidature te podržao kandidata Davora Bernardića.[11]
- Ivan Bašić (nezavisni) – 28. travnja 2025. odustao od kandidature te podržao kandidatkinju Mariju Selak Raspudić.[43]

#### Statistički podaci o kandidacijskim listama za izbor gradonačelnika grada Zagreba
Nakon završetka procesa prijava za izbor gradonačelnika, prihvaćeno je ukupno 7 kandidatura. Svi prihvaćeni kandidati su stranački, uz jednu samostalnu stranku i šest koalicija, dok nije zabilježena nijedna lista grupe birača.
Ukupan broj kandidata i njihovih zamjenika iznosi 21, s prosječnom dobi od 50,90 godina. Među njima muškarci čine 66,67 % (14 osoba) s prosjekom starosti od 53,14 godina, dok žene čine 33,33 % (7 osoba) s prosječnom dobi od 46,42 godina.
| Ukupno kandidata | Stranački kandidati | Samostalne stranke | Koalicije | Liste grupe birača |
| ---------------- | ------------------- | ------------------ | --------- | ------------------ |
| 7                | 7                   | 1                  | 6         | 0                  |

| Kandidati i zamjenici | Kandidati i zamjenici | Muškarci | Muškarci | Muškarci         | Žene   | Žene    | Žene             |
| Ukupno                | Prosjek starosti      | Ukupno   | %        | Prosjek starosti | Ukupno | %       | Prosjek starosti |
| --------------------- | --------------------- | -------- | -------- | ---------------- | ------ | ------- | ---------------- |
| 21                    | 50,90 g.              | 14       | 66,67 %  | 53,14 g.         | 7      | 33,33 % | 46,42 g.         |

## Gradska skupština grada Zagreba
Za kandidaturu za Gradsku skupštinu političke stranke nisu morale prikupljati potpise za svoje kandidacijske liste, ali su to morale učiniti grupe birača ili nezavisne liste koje se žele natjecati za izbor članova predstavničkih tijela te je bilo potrebno prikupiti najmanje 2500 potpisa.
Dana 30. travnja 2025. godine, dan nakon isteka roka za podnošenje kandidatura, Gradsko izborno povjerenstvo grada Zagreba objavilo je popis 12 pravovaljano prihvaćenih lista za Gradsku skupštinu grada Zagreba na lokalnim izborima koji će se održati 18. svibnja 2025. godine.

### Rezultati
| kandidacijska lista | kandidacijska lista         | nositelj liste        | glasovi | %        | mandati                          |
| --- | --------------------------- | --------------------- | ------- | -------- | -------------------------------- |
| | Možemo! i partneri          | Tomislav Tomašević    | 121 999 | 43,66 %  | 25 / 47                          |
| Izabrani kandidati - 1. Tomislav Tomašević - 2. Danijela Dolenec - 3. Boris Lalovac - 4. Luka Korlaet - 5. Marina Ivandić - 6. Marija Lugarić - 7. Iva Ivšić - 8. Ivana Kekin - 9. Matej Mišić - 10. Damir Bakić - 11. Teodor Celakoski - 12. Tanja Sokolić - 13. Ankica Penava Pejčinović - 14. Tomislav Medak - 15. Joško Klisović - 16. Marta Kiš - 17. Tomislav Domes - 18. Sara Medved - 19. Dorotea Šafranić - 20. Suzana Dobrić - 21. Srđan Subotić - 22. Roman Karaturović - 23. Mauro Sirotnjak - 24. Snježana Prusec-Kovačić - 25. Goran Đulić |                             |                       |         |          |                                  |
| | HDZ i partneri              | Mislav Herman         | 42 174  | 15,09 %  | 8 / 47                           |
| Izabrani kandidati - 1. Mislav Herman - 2. Mario Župan - 3. Marko Periša - 4. Ivica Mesić - 5. Ante Deur - 6. Neven Mikša - 7. Tomislav Josić - 8. Ema Culi |                             |                       |         |          |                                  |
| | NL Marije Selak Raspudić    | Marija Selak Raspudić | 37 361  | 13,37 %  | 7 / 47                           |
| Izabrani kandidati - 1. Marija Selak Raspudić - 2. Damir Firšt - 3. Milka Rimac Bilušić - 4. Dragana Turkalj - 5. Kristina Tabak - 6. Josip Periša - 7. Mislav Krasić |                             |                       |         |          |                                  |
| | Zagreb United               | Davor Štern           | 20 133  | 7,20 %   | 4 / 47                           |
| Izabrani kandidati - 1. Davor Štern - 2. Gabriela Bošnjak - 3. Trpimir Goluža - 4. Željko Uhlir |                             |                       |         |          |                                  |
| | Jedino Hrvatska! i partneri | Tomislav Jonjić       | 17 897  | 6,40 %   | 3 / 47                           |
| Izabrani kandidati - 1. Tomislav Jonjić - 2. Zlatko Hasanbegović - 3. Tomislav Jelić |                             |                       |         |          |                                  |
| | Plavi grad i parneri        | Ivica Lovrić          | 11 706  | 4,18 %   | 0 / 47                           |
| | NL Pavle Kalinić i partneri | Pavle Kalinić         | 9913    | 3,54 %   | 0 / 47                           |
| | Dalija Orešković i partneri | Dalija Orešković      | 7151    | 2,55 %   | 0 / 47                           |
| | Most i partneri             | Branimir Pervan       | 5058    | 1,81 %   | 0 / 47                           |
| | Pravo i pravda              | Mislav Kolakušić      | 2395    | 0,85 %   | 0 / 47                           |
| | Radnička fronta             | Katarina Peović       | 2177    | 0,77 %   | 0 / 47                           |
| | Hoćemo pravedno             | Dragica Trumbetaš     | 1455    | 0,52 %   | 0 / 47                           |
| važećih listića | važećih listića             | važećih listića       | 279 419 | 98,19 %  | Tomislav Tomašević Mislav Herman |
| nevažećih listića | nevažećih listića           | nevažećih listića     | 5145    | 1,81 %   | Tomislav Tomašević Mislav Herman |
| Ukupno glasača | Ukupno glasača              | Ukupno glasača        | 284 564 | 42,61 %  | Tomislav Tomašević Mislav Herman |
| Registriranih birača | Registriranih birača        | Registriranih birača  | 667 789 | 100,00 % | Tomislav Tomašević Mislav Herman |
| Izborno povjerenstvo Grada Zagreba |                             |                       |         |          | Tomislav Tomašević Mislav Herman |

### Kandidature za Gradsku skupštinu grada Zagreba
| Zagreb United |
| Cijeli popis predlagatelja - Bernardić Davor - Nezavisna lista Servus Zagreb - Servus Zagreb - Dina Dogan - Nezavisna lista - Dina Dogan - NL - Fokus - Hrvatska narodna stranka - Liberalni demokrati - HNS - Hrvatska socijalno-liberalna stranka - HSLS - Socijaldemokrati |

| Davor Štern |
| Cijela kandidacijska lista - 1. Davor Štern - 2. Gabriela Bošnjak - 3. Trpimir Goluža - 4. Željko Uhlir - 5. Vedran Jerković - 6. Renato Petek - 7. Kristijan Jelić - 8. Davor Nađi - 9. Dina Dogan - 10. Tomislav Galić - 11. Luka Holjevac - 12. Darko Židak - 13. Zlatko Ožbolt - 14. Robert Pavić - 15. Mario Kolar - 16. Dominik Ivanković - 17. Ivan Dokša - 18. Alen Lochert - 19. Mirjana Pavoković - 20. Tijana Dusper - 21. Jelena Horvat - 22. Ines Kovačević - 23. Irina Jozić - 24. Aleksandar Stefanovski - 25. Esad Turković - 26. Vlatka Pažin - 27. Mato Šimić - 28. Vesna Furtinger - 29. Jagoda Novak - 30. Ivana Kovač - 31. Nina Pleše - 32. Mario Lucijetić - 33. Ivka Odvorčić - 34. Matija Herjavić - 35. Stanislav Frančišković-Bilinski - 36. Stipan Matoš - 37. Taiba Redžepagić - 38. Tomislav Golubić - 39. Ružica Ćurić - 40. Tomislav Štriga - 41. Ondina Obradović - 42. Katica Požega - 43. Mario Draušnik - 44. Martina Harapin Molc - 45. Marica Zmaić - 46. Tomislav Tomašević - 47. Davor Bernardić |

| Plavi grad i dr.                                                                                            |
| Cijeli popis predlagatelja - Blok umirovljenici zajedno - BUZ - Politička stranka - Plavi grad - Plavi grad |

| Ivica Lovrić |
| Cijela kandidacijska lista - 1. Ivica Lovrić - 2. Otto Barić - 3. Milivoj Špika - 4. Marina Lujić - 5. Dejan Kljajić - 6. Darko Mišić - 7. Nenad Pokos - 8. Mihovil Vrčić - 9. Nerma Mujičić Dautović - 10. Mladen Palac - 11. Marina Pucević - 12. Šuip Ziberi - 13. Nenad Kljaić - 14. Jasmina Pašagić Škrinar - 15. Dijana Trošelj - 16. Ivan Rašić - 17. Nikša Lalin - 18. Dominik Žibrat - 19. Bogdanka Srdić-Vulpe - 20. Mladen Cetinya - 21. Igor Dundjer - 22. Matej Amidžić - 23. Zoran Mihajlović - 24. Tea Jakopec Marković - 25. Sanio Šarec - 26. Mira Halapa - 27. Lidija Burmaz - 28. Kristina Grgin Bublić - 29. Mirna Eder - 30. Anita Pavković - 31. Ivana Džapo - 32. Matea Popović Tonković - 33. Darko Pavlović - 34. Željko Džapo - 35. Josip Ćosić - 36. Biserka Sedić - 37. Tomislav Horvat - 38. Natalija Marincel - 39. Magali Lujić - 40. Siniša Lovnički - 41. Danijel Banić - 42. Ivica Radošević - 43. Kristina Knezović - 44. Marko Zovko - 45. Fanny Germaine Markić - 46. Dražen Štiglić - 47. Ibrahim-Ibrica Jusić |

| Dalija Orešković i dr. |
| Cijeli popis predlagatelja - "Dalija Orešković i Ljudi s imenom i prezimenom" - "DO i SIP" - Građansko-liberalni savez - GLAS - Zelena alternativa - Održivi razvoj Hrvatske - Zelena alternativa - ORaH - Narodna stranka - Reformisti - Reformisti |

| Dalija Orešković |
| Cijela kandidacijska lista - 1. Dalija Orešković - 2. Stanko Borić - 3. Slobodan Fruk - 4. Anka Mrak-Taritaš - 5. Zorislav Antun Petrović - 6. Marta Ana Cesar - 7. Zinka Bratuša - 8. Saša Stanislav Horvath - 9. Nikolina Herceg Kolman - 10. Nataša Rajković - 11. Marko Pušić - 12. Hrvoje Dominić - 13. Zlatko Pavičić - 14. Željka Leskovac - 15. Anita Velić Fabijanić - 16. Žarko Gojčeta - 17. Mirna Obradović - 18. Teodor Ostojić - 19. Vitomir Sušić - 20. Marinko Petar Cifrek - 21. Marija Duljković - 22. Jelena Holy - 23. Višnja Dugić-Miketek - 24. Sandra Bilandžić - 25. Ivan Gemelt - 26. Miroslav Mađarić - 27. Leo Penović - 28. Antonella Velić - 29. Fran Taritaš - 30. Maja Ogrizek - 31. Zoran Kopić - 32. Igor Sušec - 33. Jasna Antolić Božinović - 34. Igor Šustić - 35. Snežana Penović - 36. Robert Hirc - 37. Dubravka Štengl - 38. Dragan Bjelobaba - 39. Valentina Velić - 40. Milka Anhalzer - 41. Nataša Šarić Maloseja - 42. Sven Pomykalo - 43. Krešimir Komljenović - 44. Željko Marković - 45. Tihomir Novotni - 46. Daniel Kušan - 47. Alenka Košiša Čičin-Šain |

| Hoćemo pravedno i dr.                                                              |
| Cijeli popis predlagatelja - Hoćemo pravedno - Hoćemo - Pokret za modernu Hrvatsku |

| Dragica Trumbetaš |
| Cijela kandidacijska lista - 1. Dragica Trumbetaš - 2. Anton Filić - 3. Zdravko Krznar - 4. Mirela Mikić Muha - 5. Damir Gašparović - 6. Goran Muić - 7. Miljenko Marinac - 8. Jadranka Švarc - 9. Ella Delač - 10. Ljiljana Šiljak - 11. Ines Baniček-Vuk - 12. Goran Radić - 13. Ivan Purgar - 14. Nada Zidar-Bogadi - 15. Anamarija Zajec-Novak - 16. Ksenija Radelić - 17. Braco Dobrotić - 18. Dragan Pavić - 19. Luka Gašparović - 20. Andrea Ropar Jurki - 21. Rino Karas - 22. Krunoslava Svetić - 23. Gordana Radnić - 24. Mia Pelc - 25. Marija Božičević - 26. Ksenija Hemar-Komin - 27. Jurica Ilić - 28. Tatjana Šiljak - 29. Siniša Čivrag - 30. Nada Orač - 31. Sebastijan Berišić - 32. Tena Šamec - 33. Tomislav Jagetić - 34. Stanislav Gradišek - 35. Mladen Broz - 36. Vesna Ćuro-Tomić - 37. Nada Bajić-Muić - 38. Sonja Vidošević Ljubić - 39. Katarina Berišić - 40. Jožica Kovač - 41. Neven Botica - 42. Alida Bolarić - 43. Jadranka Lajtman - 44. Davor Hrastović - 45. Filip Novak - 46. Josip Bosak - 47. Josip Palić |

| HDZ i dr. |
| Cijeli popis predlagatelja - Hrvatska demokratska zajednica - HDZ - Domovinski pokret - DP - Hrvatska stranka umirovljenika - HSU - Hrvatska seljačka stranka - HSS |

| Mislav Herman |
| Cijela kandidacijska lista - 1. Mislav Herman - 2. Mario Župan - 3. Marko Periša - 4. Ivica Mesić - 5. Ante Deur - 6. Neven Mikša - 7. Tomislav Josić - 8. Ema Culi - 9. Mato Ačkar - 10. Trpimir Majcan - 11. Darko Vuletić - 12. Maksimilijan Šimrak - 13. Danijela Blažanović - 14. Stanko Gačić - 15. Doris Drmak - 16. Ivanka Boras - 17. Vladimir Iviček - 18. Tugomir Majdak - 19. Ante Barišić - 20. Pero Semren - 21. Mirjana Kujundžić Tiljak - 22. Gordana Rusak - 23. Ivan Grubišić - 24. Zvonimir Lulić - 25. Ivan Šabić - 26. Vedran Ivanković - 27. Dominik Gluhinić - 28. Luka Bogdan - 29. Marko Zadravec - 30. Valentina Folnegović - 31. Vladimira Ivanković Bradić - 32. Aljoša Bosnar - 33. Matej Bagarić - 34. Šime Kovač - 35. Ana Župić Sokol - 36. Ivana Barac Leko - 37. Nikolina Frklić - 38. Branko Pokrajčić - 39. Vinka Ilak - 40. Antonela Grubić - 41. Magdalena Iva Pirić - 42. Katarina Petrović - 43. Vedran Černy - 44. Katarina Radat - 45. Antonija Planinić - 46. Marija Mošnička - 47. Dražen Markota |

| NL Marije Selak Raspudić                                                                          |
| Cijeli popis predlagatelja - Marija Selak Raspudić - Nezavisna lista - Marija Selak Raspudić - NL |

| Marija Selak Raspudić |
| Cijela kandidacijska lista - 1. Marija Selak Raspudić - 2. Damir Firšt - 3. Milka Rimac Bilušić - 4. Dragana Turkalj - 5. Kristina Tabak - 6. Josip Periša - 7. Mislav Krasić - 8. Bruno Samardžić - 9. Dario Rudec - 10. Anica Gregović - 11. Eva Šiško - 12. Ivan Krolo - 13. Kruno Vuk - 14. Ivan Alerić - 15. Mario Mihelj - 16. Marko Meliš - 17. Siniša Matijević - 18. Ivana Mijatović - 19. Anamaria Raguž - 20. Eliška Djokićova - 21. Vesna Osmec - 22. Jasna Oreški - 23. Gorana Smoljenović - 24. Bruno Prelec - 25. Danijel Šoban - 26. Natalija Šegota - 27. Amalija Jambrešić - 28. Iva Tokić - 29. Josip Radoš - 30. Patricia Škare - 31. Mario Škegro - 32. Goran Ostrički - 33. Marina Cibilić-Pažin - 34. Ivona Walter - 35. Zlatko Berdin - 36. Tomislav Žarko - 37. Marko Mamić - 38. Dragica Lončarić - 39. Andrija Ćurković - 40. Kristijan Raguž - 41. Sandra Kapetanović Bitići - 42. Izidor Vuković - 43. Mirela Harapin Babić - 44. Filip Matković - 45. Ivan Igrc - 46. Ivana Radoš - 47. Ante Tabak |

| Most i dr.                                                                   |
| Cijeli popis predlagatelja - Most - Hrvatska stranka prava - HSP - Republika |

| Branimir Pervan |
| Cijela kandidacijska lista - 1. Branimir Pervan - 2. Krešimir Rotim - 3. Antonio Prišćan - 4. Jozo Krajinović - 5. Lovro Marković - 6. Maja Bosnić Tabain - 7. Ivan Orlović - 8. Filip Fišić - 9. Martina Kolar Bilige - 10. Krešimir Bušić - 11. Iris Veronika Cetina - 12. Iva Rem - 13. Domagoj Jukić - 14. Ante Brešić Mikulić - 15. Veseljko Rajič - 16. Gloria Tkalčić - 17. Luka Jajčinović - 18. Ivan Iličić - 19. Martina Majdandžić - 20. Ivica Tikvić - 21. Siniša Opačić - 22. Ivan Jurišić - 23. Dora Dropulić - 24. Dragutin Vukalović - 25. Renata Čibarić - 26. Dragan Pocrnja - 27. Antonija Jonjić - 28. Moris Kovač - 29. Ivana Pastuović - 30. Antonija Marjanović - 31. Sarah Hoffman - 32. Branimir Antun Puntarić - 33. Ivana Jokić - 34. Danica Kolak - 35. Ivana Curi Mršić - 36. Šimun Sinovčić - 37. Gabrijela Novak - 38. Snježana Bilkić - 39. Matija Škrapeć - 40. Ivan Terze - 41. Iva Šarić - 42. Matko Lozančić - 43. Marinka Perlić - 44. Andrea Vanđelić - 45. Davor Mačukat - 46. Tanja Šimanić - 47. Marko Sladoljev |

| Možemo! i dr. |
| Cijeli popis predlagatelja - Možemo! - Politička platforma - Možemo! - Socijaldemokratska partija Hrvatske - SDP |

| Tomislav Tomašević |
| Cijela kandidacijska lista - 1. Tomislav Tomašević - 2. Danijela Dolenec - 3. Boris Lalovac - 4. Luka Korlaet - 5. Marina Ivandić - 6. Marija Lugarić - 7. Iva Ivšić - 8. Ivana Kekin - 9. Matej Mišić - 10. Damir Bakić - 11. Teodor Celakoski - 12. Tanja Sokolić - 13. Ankica Penava Pejčinović - 14. Tomislav Medak - 15. Joško Klisović - 16. Marta Kiš - 17. Tomislav Domes - 18. Sara Medved - 19. Doretea Šafranić - 20. Suzana Dobrić - 21. Srđan Subotić - 22. Roman Karaturović - 23. Mauro Sirotnjak - 24. Snježana Prusec-Kovačić - 25. Goran Đulić - 26. Karlo Vedak - 27. Matko Dujmović - 28. Marija Krnić - 29. Maja Stojanović - 30. Zvonimir Glavaš - 31. Helena Kereta Telišman - 32. Petar Gregurić - 33. Daniela Širinić - 34. Luka Kerečin - 35. Božena Horvat-Alajbegović - 36. Nikola Zdunić - 37. Marijana Rimanić - 38. Natko Novaković - 39. Leonardo Pierobon - 40. Donat Radas - 41. Katica Letinić Kravaršćan - 42. Robert Faber - 43. Elvira Mulić - 44. Igor Dragovan - 45. Jelena Miloš - 46. Urša Raukar-Gamulin - 47. Anita Pavičić Bošnjak |

| NL Tomislava Jonjića i dr. |
| Cijeli popis predlagatelja - Nezavisna lista Tomislava Jonjića - Jedino Hrvatska! - Nezavisna lista Tomislava Jonjića - Dom i nacionalno okupljanje - DOMINO - Hrvatski suverenisti - Blok za Hrvatsku - Blok |

| Tomislav Jonjić |
| Cijela kandidacijska lista - 1. Tomislav Jonjić - 2. Zlatko Hasanbegović - 3. Tomislav Jelić - 4. Zvonimir Jonjić - 5. Herman Vukušić - 6. Frano Čirko - 7. Stjepan Bekavac - 8. Slaven Dobrović - 9. Robert Majerić - 10. Martina Jović - 11. Davor Dretar - 12. Željko Pervan - 13. Lovro Milaković - 14. Ivančica Pahor - 15. Mislav Barišić - 16. Vedran Ćorić - 17. Dijana Machala - 18. Ante Miloš - 19. Dane Lozušić - 20. Slavica Skoko - 21. Snježana Jukić - 22. Pero Ivančić - 23. Nevenka Nekić - 24. Ante Matić - 25. Sara Čirko - 26. Dragica Vranjić Golub - 27. Maja Oreški Pavliš - 28. Eugen Perić - 29. Branko Lozo - 30. Anto Jurakić - 31. Milan Knežević - 32. Vesna Jurički - 33. Doris Perković - 34. Marko Sapta - 35. Ivona Bulić Ravlić - 36. Darko Budek - 37. Ivana Lulić - 38. Ivica Bitanga - 39. Petar Anić-Božić - 40. Lucija Koturić Čabraja - 41. Antonija Lozo - 42. Jelena Šimunović - 43. Elena Onat - 44. Marinko Raič - 45. Sanja Poslončec Milanović - 46. Bina Boj Teslić - 47. Igor Peternel |

| NL Pavla Kalinića i dr. |
| Cijeli popis predlagatelja - Pavle Kalinić - Nezavisna lista - Pavle Kalinić - NL - Stranka umirovljenika - SU - Umirovljenici zajedno - Politička platforma - Umirovljenici zajedno - Zagorska demokratska stranka - ZDS |

| Pavle Kalinić |
| Cijela kandidacijska lista - 1. Pavle Kalinić - 2. Aldenita Matić - 3. Tomislav Koledić - 4. Mislav Žagar - 5. Marija Tolj - 6. Jadranko Baturić - 7. Slavko Kojić - 8. Ljubomir Puljić - 9. Nebojša Bulka - 10. Iva Körbler - 11. Nadica Jambrek - 12. Tatjana Tarandek - 13. Ana Markotić - 14. Tomislav Maslać - 15. Ismet Efendić - 16. Andrijana Hala Šamarinec - 17. Dubravko Baričević - 18. Boris Anišić - 19. Nives Moric Noha - 20. Lucija Topolovec - 21. Lucija Ćorić - 22. Vladimirina Hebrang - 23. Duschko-Ivan Schiebel - 24. Jakov Čuljat - 25. Selma Čančar Omerbašić - 26. Samija Hasanović - 27. Ante Vuletić - 28. Janja Mitić - 29. Manuela Hađija - 30. Mladen Latin - 31. Ljiljana Ivković - 32. Biserka Petrović - 33. Božidar Borojević - 34. Ivan Grbavac - 35. Ivana Ušalj Gavrilović - 36. Jelena Marušić - 37. Erminka Dautbegović - 38. Dominik Vukušić - 39. Josip Zanki - 40. Verica Štrkalj - 41. Sayon Bangoura - 42. Nikolina Dukarić Škarec - 43. Zvonimir Dijan - 44. Snježana Mele - 45. Ante Dlačić - 46. Anamari Blažanin - 47. Ruža Pospiš-Baldani |

| Pravo i pravda i dr.                                                     |
| Cijeli popis predlagatelja - Pravo i pravda - Agrameri - Nezavisna lista |

| Mislav Kolakušić |
| Cijela kandidacijska lista - 1. Mislav Kolakušić - 2. Srećko Sladoljev - 3. Goran Jelić - 4. Ivan Lovrinović - 5. Iva Jurković - 6. Josipa Rodić - 7. Milka Marina Jelić - 8. Ivana Kolovrat - 9. Antonio Čondrić - 10. Gordan Topić - 11. Vedran Antolić - 12. Ivana Šolić - 13. Damir Valjak - 14. Davor Popović - 15. Daniel Babić - 16. Josipa Sušilović - 17. Luka Veselić - 18. Štefica Rodić-Stupalo - 19. Marijan Lacković - 20. Ivana Prpić - 21. Luka Prpić - 22. Kristina Živković - 23. Marija Valjak - 24. Marko Kerdić - 25. Zoran Banić - 26. Martin Lukić - 27. Jelena Kožić - 28. Željko Stupalo - 29. Stipo Topalović - 30. Albina Ramić - 31. Josip Lukač - 32. Stjepan Perestegi - 33. Đuro Buturac - 34. Damir Pavlek - 35. Tihana Lukić - 36. Ivanka Andrašek - 37. Tomislav Bošnjak - 38. Slavica Ivančan - 39. Siniša Sijarto - 40. Iva Plavšić Pasković - 41. Josipa Petronić - 42. Kristina Gradečak - 43. Antonio Farago - 44. Tomislav Milinović - 45. Vjeran Pušić - 46. Bernardina Markvart Košir - 47. Ivan Tomić |

| Radnička fronta                                   |
| Cijeli popis predlagatelja - Radnička fronta - RF |

| Katarina Peović |
| Cijela kandidacijska lista - 1. Katarina Peović - 2. Denis Geto - 3. Sandra Crnković - 4. Tomislav Fiket - 5. Josipa Vlasac Glasnović - 6. Luka Popović - 7. Anton Glasnović - 8. Željka Biloš - 9. Jan Ljubas - 10. Dora Zvjerković Biliš - 11. Noel Peručić Aras - 12. Karmen Ratković - 13. Zdenko Lovrić - 14. Nada Bilić - 15. Ivo Jurišić - 16. Marija Jelinčić - 17. Aleksandar Knežević - 18. Nataša Medved - 19. Karlo Cebović - 20. Marija Kraljević - 21. Zlatko Harapin - 22. Nika Prugovečki - 23. Rade Dragojević - 24. Svjetlana Geto - 25. Željko Kašaj - 26. Ivana Rogar - 27. Matija Prica - 28. Hana Brajak - 29. Viggo Pessi - 30. Zlatka Rašperić - 31. Vanja Goldberger - 32. Barbara Trbojević - 33. Ivan Romštajn - 34. Tina Geto - 35. Krešimir Malnar - 36. Milanka Dujić - 37. Bruno Lovreković - 38. Tena Leko - 39. Antonijo Crnković - 40. Iva Milas - 41. Milivoj Boranić - 42. Elvira Mehanović - 43. Boris Knežević - 44. Zoran Brajević - 45. Damir Čučić - 46. Nenad Rizvanović - 47. Snježana Banović |

#### Statistički podaci o kandidacijskim listama za izbor članova Gradske skupštine
Nakon završetka procesa prijava za izbore za Gradsku skupštinu, prihvaćeno je ukupno 12 lista. Sve prihvaćene liste su stranačke, uz dodatne 2 samostalne stranke i 10 koalicija, dok liste grupa birača nisu zabilježene.
Ukupan broj kandidata iznosi 564, s prosječnom dobi od 49,50 godina. Među kandidatima dominiraju muškarci, koji čine 55,32 % (312 kandidata) s prosjekom starosti od 50,47 godina, dok je 44,68 % kandidata žene (252) s nižim prosjekom starosti od 48,29 godina.
| ukupno lista | stranačke liste | samostalne stranke | koalicije | liste grupe birača |
| ------------ | --------------- | ------------------ | --------- | ------------------ |
| 12           | 12              | 2                  | 10        | 0                  |

| kandidati | kandidati        | muškarci | muškarci | muškarci         | žene   | žene    | žene             |
| ukupno    | prosjek starosti | ukupno   | %        | prosjek starosti | ukupno | %       | prosjek starosti |
| --------- | ---------------- | -------- | -------- | ---------------- | ------ | ------- | ---------------- |
| 564       | 49,50 g.         | 312      | 55,32 %  | 50,47 g.         | 252    | 44,68 % | 48,29 g.         |

| lista                      | ukupno kandidata | muškarci | muškarci | žene   | žene    |
| lista                      | ukupno kandidata | ukupno   | %        | ukupno | %       |
| -------------------------- | ---------------- | -------- | -------- | ------ | ------- |
| Plavi grad i dr.           | 47               | 28       | 59,57 %  | 19     | 40,43 % |
| Dalija Orešković i dr.     | 47               | 25       | 53,19 %  | 22     | 46,81 % |
| HDZ i dr.                  | 47               | 29       | 61,70 %  | 18     | 38,30 % |
| Hoćemo pravedno i dr.      | 47               | 22       | 46,81 %  | 25     | 53,19 % |
| NL Marije Selak Raspudić   | 47               | 25       | 53,19 %  | 22     | 46,81 % |
| Most i dr.                 | 47               | 27       | 57,45 %  | 20     | 42,55 % |
| Možemo! i dr.              | 47               | 24       | 51,06 %  | 23     | 48,94 % |
| NL Tomislava Jonjića i dr. | 47               | 28       | 59,57 %  | 19     | 40,43 % |
| NL Pavla Kalinića i dr.    | 47               | 23       | 48,94 %  | 24     | 51,06 % |
| Pravo i pravda i dr.       | 47               | 28       | 59,57 %  | 19     | 40,43 % |
| Radnička fronta            | 47               | 25       | 53,19 %  | 22     | 46,81 % |
| Zagreb United              | 47               | 28       | 59,57 %  | 19     | 40,43 % |

| kategorija               | lista                  | kandidat        | datum rođenja     |
| ------------------------ | ---------------------- | --------------- | ----------------- |
| najmlađi kandidat        | Radnička fronta        | Viggo Pessi     | 6. prosinca 2006. |
| najmlađa kandidatkinja   | Most i dr.             | Dora Dropulić   | 9. prosinca 2005. |
| najstariji kandidat      | Radnička fronta        | Milivoj Boranić | 19. veljače 1936. |
| najstarija kandidatkinja | Dalija Orešković i dr. | Milka Anhalzer  | 23. rujna 1940.   |

## Izbori za mjesnu samoupravu
U sklopu izbora za gradonačelnika i Gradsku skupštinu, istog dana održali su se i izbori za mjesnu samoupravu, koju u Zagrebu čine vijeća gradskih četvrti i vijeća mjesnih odbora.
16. travnja 2025. započelo je prikupljanje potpisa i trajalo je do kraja dana 25. travnja 2025. godine, a broj potrebnih i pravovaljanih potpisa ovisi o broju stanovnika i vijećnika u navedenom području. Vijeća gradskih četvrti imaju između 11 i 19 vijećnika te je potrebno između 150 i 250 pravovaljanih potpisa, dok vijeća mjesnih odbora imaju između 5 i 11 vijećnika te je potrebno između 35 i 75 potpisa.
26. travnja 2025. godine objavljene su sve pravovaljano predložene kandidacijske liste za izbor članova vijeća gradskih četvrti i izbor članova vijeća mjesnih odbora na lokalnim izborima 2025. godine.
U svih 17 gradskih četvrti na lokalnim izborima izašlo je pet lista: koalicija Zagreb United (Servus Zagreb, NL Dina Dogan, Fokus, HNS, HSLS, Socijaldemokrati), Nezavisna lista Pavla Kalinića s partnerima (Stranka umirovljenika, Umirovljenici zajedno, ZDS), koalicija Možemo! i SDP, koalicija HDZ s Domovinskim pokretom, HSU-om i HSS-om te koalicija Jedino Hrvatska Tomislava Jonjića s partnerima (Domino, Hrvatski suverenisti, Blok za Hrvatsku). Nezavisna lista Marije Selak Raspudić izašla je u 11 gradskih četvrti, dok je Most s HSP-om izašao u 13 gradskih četvrti. Plavi grad u suradnji s Blok umirovljenici zajedno natjecao se u devet četvrti, a stranka Dalija Orešković i Ljudi s imenom i prezimenom s partnerima (GLAS, ORaH, Reformisti) u sedam četvrti. Hoćemo pravedno s Pokret za modernu Hrvatsku prisutan je bio u četiri četvrti, dok su se razne kandidacijske liste grupe birača pojavljivale u pet četvrti. Pojedine manje inicijative sudjelovale su samo u pojedinim četvrtima: Pravo i pravda i Agrameri u Novom Zagrebu – zapad, Projekt Domovina u Sesvetama te Mladi za Brezovicu u Brezovici.

### Statistički podaci o kandidacijskim listama i kandidatima na izborima za mjesnu samoupravu
Nakon završetka procesa prijava za lokalne izbore u Hrvatskoj, bilo je prihvaćeno ukupno 945 lista za predstavnička tijela na razini gradskih četvrti i mjesnih odbora. Većinu su činile stranačke liste, dok su preostale liste bile samostalne stranke, koalicije ili liste grupe birača.
Za gradske četvrti bilo je predano ukupno 149 lista, od čega su 142 bile stranačke, 15 lista samostalnih stranaka, 127 koalicijskih te 7 lista grupa birača. Za mjesne odbore bilo je podneseno ukupno 796 listi, uključujući 752 stranačke, 45 samostalnih, 707 koalicijskih i 44 liste grupe birača.
Ukupan broj kandidata iznosio je 7555, od čega je bilo 4497 muškaraca (59,52 %) i 3058 žena (40,48 %). Kod kandidatura za gradske četvrti, žene su činile 39,87 %, a za mjesne odbore 40,76 %.
| vrsta tijela    | ukupno lista | stranačke liste | samostalne stranke | koalicije | liste grupe birača |
| --------------- | ------------ | --------------- | ------------------ | --------- | ------------------ |
| gradske četvrti | 149          | 142             | 15                 | 127       | 7                  |
| mjesni odbori   | 796          | 752             | 45                 | 707       | 44                 |
| ukupno          | 945          | 894             | 60                 | 834       | 51                 |

| vrsta tijela    | ukupno kandidata | muškarci | % muškarci | žene  | % žene |
| --------------- | ---------------- | -------- | ---------- | ----- | ------ |
| gradske četvrti | 2.423            | 1.457    | 60,13%     | 966   | 39,87% |
| mjesni odbori   | 5.132            | 3.040    | 59,24%     | 2.092 | 40,76% |
| ukupno          | 7.555            | 4.497    | 59,52%     | 3.058 | 40,48% |

## Istraživanja javnog mnijenja uoči prvog kruga

### Uoči prvog kruga 18. svibnja 2025.

#### • za Skupštinu Grada Zagreba
| Datum         | Agencija                                                                       | Možemo i dr.                                                                   | HDZ i dr.                                                                      | NL Selak Raspudić                                                              | Zagreb United                                                                  | NL Jonjić i dr.                                                                | Plavi grad i dr.                                                               | NL Kalinić                                                                     | Dalija Orešković i dr.                                                         | Most i dr.                                                                     | PiP                                                                            | HP                                                                             | RF                                                                             | Centar i dr.                                                                   | ostali                                                                         | ne zna                                                                         |
| ------------- | ------------------------------------------------------------------------------ | ------------------------------------------------------------------------------ | ------------------------------------------------------------------------------ | ------------------------------------------------------------------------------ | ------------------------------------------------------------------------------ | ------------------------------------------------------------------------------ | ------------------------------------------------------------------------------ | ------------------------------------------------------------------------------ | ------------------------------------------------------------------------------ | ------------------------------------------------------------------------------ | ------------------------------------------------------------------------------ | ------------------------------------------------------------------------------ | ------------------------------------------------------------------------------ | ------------------------------------------------------------------------------ | ------------------------------------------------------------------------------ | ------------------------------------------------------------------------------ |
| Datum         | Agencija                                                                       |                                                                                |                                                                                |                                                                                |                                                                                |                                                                                |                                                                                |                                                                                |                                                                                |                                                                                |                                                                                |                                                                                |                                                                                |                                                                                | ostali                                                                         | ne zna                                                                         |
| 16. tra 2025. | Početak prikupljanja potpisa za kandidaturu na lokalnim izborima 2025. godine. | Početak prikupljanja potpisa za kandidaturu na lokalnim izborima 2025. godine. | Početak prikupljanja potpisa za kandidaturu na lokalnim izborima 2025. godine. | Početak prikupljanja potpisa za kandidaturu na lokalnim izborima 2025. godine. | Početak prikupljanja potpisa za kandidaturu na lokalnim izborima 2025. godine. | Početak prikupljanja potpisa za kandidaturu na lokalnim izborima 2025. godine. | Početak prikupljanja potpisa za kandidaturu na lokalnim izborima 2025. godine. | Početak prikupljanja potpisa za kandidaturu na lokalnim izborima 2025. godine. | Početak prikupljanja potpisa za kandidaturu na lokalnim izborima 2025. godine. | Početak prikupljanja potpisa za kandidaturu na lokalnim izborima 2025. godine. | Početak prikupljanja potpisa za kandidaturu na lokalnim izborima 2025. godine. | Početak prikupljanja potpisa za kandidaturu na lokalnim izborima 2025. godine. | Početak prikupljanja potpisa za kandidaturu na lokalnim izborima 2025. godine. | Početak prikupljanja potpisa za kandidaturu na lokalnim izborima 2025. godine. | Početak prikupljanja potpisa za kandidaturu na lokalnim izborima 2025. godine. | Početak prikupljanja potpisa za kandidaturu na lokalnim izborima 2025. godine. |
| 19. tra 2025. | Promocija plus/HRT                                                             | 39,5 %                                                                         | 12,8 %                                                                         | 9,1 %                                                                          | 4,3 %                                                                          | 4,1 %                                                                          | 4,5 %                                                                          | 5,2 %                                                                          | 4,0 %                                                                          | 3,9 %                                                                          | –                                                                              | –                                                                              | –                                                                              | 0,9 %                                                                          | –                                                                              | 11,3 %                                                                         |
| 1. svi 2025.  | Početak službene izborne kampanje.                                             | Početak službene izborne kampanje.                                             | Početak službene izborne kampanje.                                             | Početak službene izborne kampanje.                                             | Početak službene izborne kampanje.                                             | Početak službene izborne kampanje.                                             | Početak službene izborne kampanje.                                             | Početak službene izborne kampanje.                                             | Početak službene izborne kampanje.                                             | Početak službene izborne kampanje.                                             | Početak službene izborne kampanje.                                             | Početak službene izborne kampanje.                                             | Početak službene izborne kampanje.                                             | Početak službene izborne kampanje.                                             | Početak službene izborne kampanje.                                             | Početak službene izborne kampanje.                                             |
| 8. svi 2025.  | Promocija plus/HRT                                                             | 41,7 %                                                                         | 13,9 %                                                                         | 9,7 %                                                                          | 3,9 %                                                                          | 4,3 %                                                                          | 3,5 %                                                                          | 4,7 %                                                                          | 4,1 %                                                                          | 2,0 %                                                                          | 0,6 %                                                                          | 0,2 %                                                                          | 0,2 %                                                                          | –                                                                              | –                                                                              | 11,2 %                                                                         |
| 12. svi 2025. | 2X1/Večernji list                                                              | 26,30 %                                                                        | 14,29 %                                                                        | 9,10 %                                                                         | 14,16 %                                                                        | 4,55 %                                                                         | 4,30 %                                                                         | 6,95 %                                                                         | –                                                                              | 3,03 %                                                                         | –                                                                              | –                                                                              | –                                                                              | –                                                                              | 5,31 %                                                                         | 12,01 %                                                                        |
| 14. svi 2025. | Promocija plus/RTL                                                             | 37,7 %                                                                         | 15,8 %                                                                         | 12,2 %                                                                         | 5,4 %                                                                          | 5,2 %                                                                          | 4,2 %                                                                          | 4,5 %                                                                          | 3,9 %                                                                          | 1,3 %                                                                          | 1,4 %                                                                          | –                                                                              | –                                                                              | –                                                                              | 0,7 %                                                                          | 7,7 %                                                                          |
| 16. svi 2025. | Ipsos/Nova TV                                                                  | 37,7 %                                                                         | 15,9 %                                                                         | 12,0 %                                                                         | 5,6 %                                                                          | 6,5 %                                                                          | 4,3 %                                                                          | 4,1 %                                                                          | –                                                                              | –                                                                              | –                                                                              | –                                                                              | –                                                                              | –                                                                              | <1 %                                                                           | 10,7 %                                                                         |
| 18. svi 2025. | Ipsos/Izlazne ankete                                                           | 47,29 %                                                                        | 14,07 %                                                                        | 12,94 %                                                                        | 7,90 %                                                                         | 6,57 %                                                                         | –                                                                              | –                                                                              | –                                                                              | –                                                                              | –                                                                              | –                                                                              | –                                                                              | –                                                                              | –                                                                              | –                                                                              |

#### • za gradonačelništvo
| Datum         | Agencija                                                                       | Tomašević                                                                      | Selak Raspudić                                                                 | Herman                                                                         | Bernardić                                                                      | Jonjić                                                                         | Lovrić                                                                         | Kalinić                                                                        | Goluža                                                                         | Jerković                                                                       | Bašić                                                                          | Žagar                                                                          | Kolarić                                                                        | drugi                                                                          | ne zna                                                                         |
| ------------- | ------------------------------------------------------------------------------ | ------------------------------------------------------------------------------ | ------------------------------------------------------------------------------ | ------------------------------------------------------------------------------ | ------------------------------------------------------------------------------ | ------------------------------------------------------------------------------ | ------------------------------------------------------------------------------ | ------------------------------------------------------------------------------ | ------------------------------------------------------------------------------ | ------------------------------------------------------------------------------ | ------------------------------------------------------------------------------ | ------------------------------------------------------------------------------ | ------------------------------------------------------------------------------ | ------------------------------------------------------------------------------ | ------------------------------------------------------------------------------ |
| Datum         | Agencija                                                                       |                                                                                |                                                                                |                                                                                |                                                                                |                                                                                |                                                                                |                                                                                |                                                                                |                                                                                |                                                                                |                                                                                |                                                                                | drugi                                                                          | ne zna                                                                         |
| 7. velj 2025. | 2X1/Večernji list                                                              | 30,08 %                                                                        | –                                                                              | 6,02 %                                                                         | 9,08 %                                                                         | –                                                                              | 12,15 %                                                                        | 11,24 %                                                                        | 5,11 %                                                                         | –                                                                              | –                                                                              | –                                                                              | 2,95 %                                                                         | 3,86 %                                                                         | 19,52 %                                                                        |
| 5. ožu 2025.  | 2X1/Večernji list                                                              | 33,71 %                                                                        | –                                                                              | 4,49 %                                                                         | 9,44 %                                                                         | 6,07 %                                                                         | 11,01 %                                                                        | 9,21 %                                                                         | 6,18 %                                                                         | 1,69 %                                                                         | –                                                                              | 2,7 %                                                                          | 2,81 %                                                                         | –                                                                              | 12,7 %                                                                         |
| 31. ožu 2025. | 2X1/Večernji list                                                              | 36,29 %                                                                        | –                                                                              | 7,51 %                                                                         | 10,13 %                                                                        | 6,60 %                                                                         | 9,67 %                                                                         | 9,33 %                                                                         | 6,26 %                                                                         | 1,93 %                                                                         | –                                                                              | 2,50 %                                                                         | –                                                                              | 0,80 %                                                                         | 8,99 %                                                                         |
| 16. tra 2025. | Početak prikupljanja potpisa za kandidaturu na lokalnim izborima 2025. godine. | Početak prikupljanja potpisa za kandidaturu na lokalnim izborima 2025. godine. | Početak prikupljanja potpisa za kandidaturu na lokalnim izborima 2025. godine. | Početak prikupljanja potpisa za kandidaturu na lokalnim izborima 2025. godine. | Početak prikupljanja potpisa za kandidaturu na lokalnim izborima 2025. godine. | Početak prikupljanja potpisa za kandidaturu na lokalnim izborima 2025. godine. | Početak prikupljanja potpisa za kandidaturu na lokalnim izborima 2025. godine. | Početak prikupljanja potpisa za kandidaturu na lokalnim izborima 2025. godine. | Početak prikupljanja potpisa za kandidaturu na lokalnim izborima 2025. godine. | Početak prikupljanja potpisa za kandidaturu na lokalnim izborima 2025. godine. | Početak prikupljanja potpisa za kandidaturu na lokalnim izborima 2025. godine. | Početak prikupljanja potpisa za kandidaturu na lokalnim izborima 2025. godine. | Početak prikupljanja potpisa za kandidaturu na lokalnim izborima 2025. godine. | Početak prikupljanja potpisa za kandidaturu na lokalnim izborima 2025. godine. | Početak prikupljanja potpisa za kandidaturu na lokalnim izborima 2025. godine. |
| 19. tra 2025. | Promocija plus/HRT                                                             | 43,0 %                                                                         | 11,9 %                                                                         | 10,8 %                                                                         | 4,8 %                                                                          | 5,1 %                                                                          | 5,4 %                                                                          | 6,5 %                                                                          | 1,7 %                                                                          | 0,9 %                                                                          | 0,4 %                                                                          | –                                                                              | –                                                                              | 1,5 %                                                                          | 7,9 %                                                                          |
| 30. tra 2025. | 2X1/Večernji list                                                              | 36,29 %                                                                        | 11,49 %                                                                        | 8,08 %                                                                         | 15,03 %                                                                        | 5,05 %                                                                         | 7,70 %                                                                         | 7,20 %                                                                         | –                                                                              | –                                                                              | –                                                                              | –                                                                              | –                                                                              | –                                                                              | 9,97 %                                                                         |
| 1. svi 2025.  | Početak službene izborne kampanje.                                             | Početak službene izborne kampanje.                                             | Početak službene izborne kampanje.                                             | Početak službene izborne kampanje.                                             | Početak službene izborne kampanje.                                             | Početak službene izborne kampanje.                                             | Početak službene izborne kampanje.                                             | Početak službene izborne kampanje.                                             | Početak službene izborne kampanje.                                             | Početak službene izborne kampanje.                                             | Početak službene izborne kampanje.                                             | Početak službene izborne kampanje.                                             | Početak službene izborne kampanje.                                             | Početak službene izborne kampanje.                                             | Početak službene izborne kampanje.                                             |
| 8. svi 2025.  | Promocija plus/HRT                                                             | 43,8 %                                                                         | 14,5 %                                                                         | 12,6 %                                                                         | 5,4 %                                                                          | 5,1 %                                                                          | 5,2 %                                                                          | 6,1 %                                                                          | –                                                                              | –                                                                              | –                                                                              | –                                                                              | –                                                                              | –                                                                              | 7,3 %                                                                          |
| 12. svi 2025. | 2X1/Večernji list                                                              | 31,17 %                                                                        | 11,49 %                                                                        | 11,61 %                                                                        | 18,70 %                                                                        | 5,50 %                                                                         | 5,26 %                                                                         | 6,99 %                                                                         | –                                                                              | –                                                                              | –                                                                              | –                                                                              | –                                                                              | –                                                                              | 10,27 %                                                                        |
| 12. svi 2025. | Ipsos/Nova TV                                                                  | 38,0 %                                                                         | 14,5 %                                                                         | 12,9 %                                                                         | 7,2 %                                                                          | 7,7 %                                                                          | 5,4 %                                                                          | 6,5 %                                                                          | –                                                                              | –                                                                              | –                                                                              | –                                                                              | –                                                                              | –                                                                              | 7,8 %                                                                          |
| 14. svi 2025. | Promocija plus/RTL                                                             | 41,3 %                                                                         | 15,4 %                                                                         | 14,5 %                                                                         | 5,9 %                                                                          | 6,3 %                                                                          | 5,0 %                                                                          | 4,8 %                                                                          | –                                                                              | –                                                                              | –                                                                              | –                                                                              | –                                                                              | –                                                                              | 6,9 %                                                                          |
| 18. svi 2025. | Prvi krug lokalnih izbora.                                                     | Prvi krug lokalnih izbora.                                                     | Prvi krug lokalnih izbora.                                                     | Prvi krug lokalnih izbora.                                                     | Prvi krug lokalnih izbora.                                                     | Prvi krug lokalnih izbora.                                                     | Prvi krug lokalnih izbora.                                                     | Prvi krug lokalnih izbora.                                                     | Prvi krug lokalnih izbora.                                                     | Prvi krug lokalnih izbora.                                                     | Prvi krug lokalnih izbora.                                                     | Prvi krug lokalnih izbora.                                                     | Prvi krug lokalnih izbora.                                                     | Prvi krug lokalnih izbora.                                                     | Prvi krug lokalnih izbora.                                                     |
| 18. svi 2025. | Ipsos/Izlazne ankete                                                           | 48,56 %                                                                        | 15,91 %                                                                        | 12,70 %                                                                        | 7,65 %                                                                         | 6,70 %                                                                         | 3,32 %                                                                         | 3,11 %                                                                         | –                                                                              | –                                                                              | –                                                                              | –                                                                              | –                                                                              | –                                                                              | –                                                                              |

#### • uoči prvog kruga, istraživanja drugog kruga, za gradonačelništvo:Tomašević–Selak Raspudić
| Datum         | Agencija             | Tomašević | Selak Raspudić | neodlučni /ne zna | neće izaći | razlika |
| ------------- | -------------------- | --------- | -------------- | ----------------- | ---------- | ------- |
| Datum         | Agencija             |           |                | neodlučni /ne zna | neće izaći | razlika |
| 19. tra 2025. | Promocija plus/HRT   | 49,6 %    | 34,5 %         | 7,4 %             | 3,7 %      | 15,1 %  |
| 8. svi 2025.  | Promocija plus/HRT   | 51,7 %    | 38,9 %         | 4,1 %             | 5,3 %      | 12,8 %  |
| 12. svi 2025. | Ipsos/Nova TV        | 46,9 %    | 41,8 %         | 2,0 %             | 7,9 %      | 5,1 %   |
| 14. svi 2025. | Promocija plus/RTL   | 46,7 %    | 40,1 %         | 9,5 %             | 3,8 %      | 6,6 %   |
| 18. svi 2025. | Ipsos/Izlazne ankete | 51,8 %    | 34,4 %         | 13,9 %            | –          | 17,4 %  |

#### • uoči prvog kruga, istraživanja drugog kruga, za gradonačelništvo:Tomašević– Herman
| Datum         | Agencija           | Tomašević | Herman  | neodlučni /ne zna | neće izaći | razlika |
| ------------- | ------------------ | --------- | ------- | ----------------- | ---------- | ------- |
| Datum         | Agencija           |           |         | neodlučni /ne zna | neće izaći | razlika |
| 19. tra 2025. | Promocija plus/HRT | 53,5 %    | 26,1 %  | 11,6 %            | 8,8 %      | 27,4 %  |
| 8. svi 2025.  | Promocija plus/HRT | 57,0 %    | 30,6 %  | 4,5 %             | 7,9 %      | 26,4 %  |
| 12. svi 2025. | 2X1/Večernji list  | 48,14 %   | 37,72 % | 14,14 %           | –          | 10,42 % |
| 12. svi 2025. | 2X1/Večernji list  | 56,07 %   | 43,93 % | –                 | –          | 12,14 % |
| 12. svi 2025. | Ipsos/Nova TV      | 49,3 %    | 38,4 %  | 4,3 %             | 6,7 %      | 10,9 %  |
| 14. svi 2025. | Promocija plus/RTL | 48,4 %    | 38,3 %  | 7,7 %             | 5,6 %      | 10,1 %  |

#### • uoči prvog kruga, istraživanja drugog kruga, za gradonačelništvo:Tomašević–Bernardić
| Datum         | Agencija          | Tomašević | Bernardić | neodlučni /ne zna | neće izaći | razlika |
| ------------- | ----------------- | --------- | --------- | ----------------- | ---------- | ------- |
| Datum         | Agencija          |           |           | neodlučni /ne zna | neće izaći | razlika |
| 12. svi 2025. | 2X1/Večernji list | 42,56 %   | 48,09 %   | 9,35 %            | –          | 5,53 %  |
| 12. svi 2025. | 2X1/Večernji list | 46,95 %   | 53,05 %   | –                 | –          | 6,10 %  |

### Uoči drugog kruga 1. lipnja 2025.

#### • uoči drugog kruga, za gradonačelništvo:Tomašević–Selak Raspudić
| Datum                       | Agencija           | Tomašević      | Selak Raspudić | neodlučni /ne zna | neće izaći     | prekrižit će lisić | razlika        |
| --------------------------- | ------------------ | -------------- | -------------- | ----------------- | -------------- | ------------------ | -------------- |
| Datum                       | Agencija           |                |                | neodlučni /ne zna | neće izaći     | prekrižit će lisić | razlika        |
| 29. svi 2025.               | Promocija plus/RTL | 55,5 %         | 37,7 %         | 5,3 %             | –              | 1,5 %              | 17,8 %         |
| Drugi krug lokalnih izbora. |                    |                |                |                   |                |                    |                |
| 1. lip 2025.                | Izlazne ankete     | nisu provođene | nisu provođene | nisu provođene    | nisu provođene | nisu provođene     | nisu provođene |

## Vanjske poveznice
- Službene stranice Grada Zagreba vezane uz izbore